# ماتياس غودوي
ماتياس غودوي (بالإسبانية: Matías Godoy)‏ هو لاعب كرة قدم أرجنتيني في مركز الهجوم، ولد في 10 يناير 2002 في Ceres, Santa Fe ‏ في الأرجنتين. لعب مع أتليتيكو رافائيلا.

## وصلات خارجية
- ماتياس غودوي على موقع قاعدة بيانات كرة القدم.إي يو (الإنجليزية)
- ماتياس غودوي على موقع Soccerway.com (الإنجليزية)